# Cressin-Rochefort
Cressin-Rochefort ist eine französische Gemeinde im Département Ain in der Region Auvergne-Rhône-Alpes. Sie gehört zum Kanton Belley im gleichnamigen Arrondissement.

## Geografie
Die Gemeinde Cressin-Rochefort liegt an der Rhône im Bugey, sieben Kilometer ostnordöstlich von Belley. Sie grenzt im Norden an Lavours, im Osten an Chanaz, im Südosten an Lucey, im Süden an Massignieu-de-Rives, im Südwesten an Saint-Champ und im Nordwesten an Pollieu. Cressin-Rochefort hat einen Anteil am vom Canal de Derivation du Rhône gespeisten See Lac du Lit au Roi.

## Bevölkerungsentwicklung
| Jahr                       | 1962 | 1968 | 1975 | 1982 | 1990 | 1999 | 2010 | 2021 |
| Einwohner                  | 183  | 166  | 179  | 216  | 250  | 308  | 374  | 389  |
| Quellen: Cassini und INSEE |      |      |      |      |      |      |      |      |

## Sehenswürdigkeiten

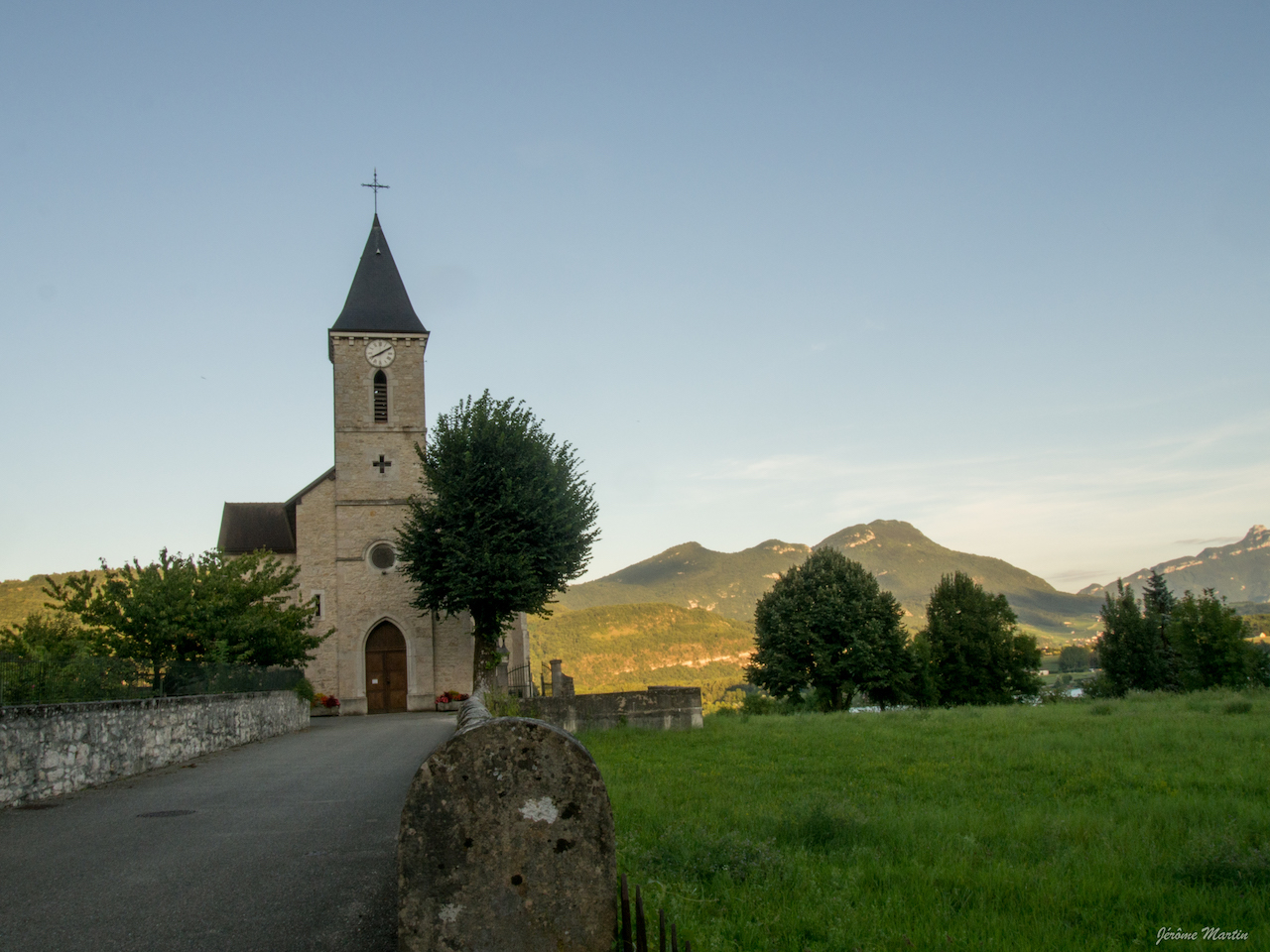
Kirche Saint-Étienne
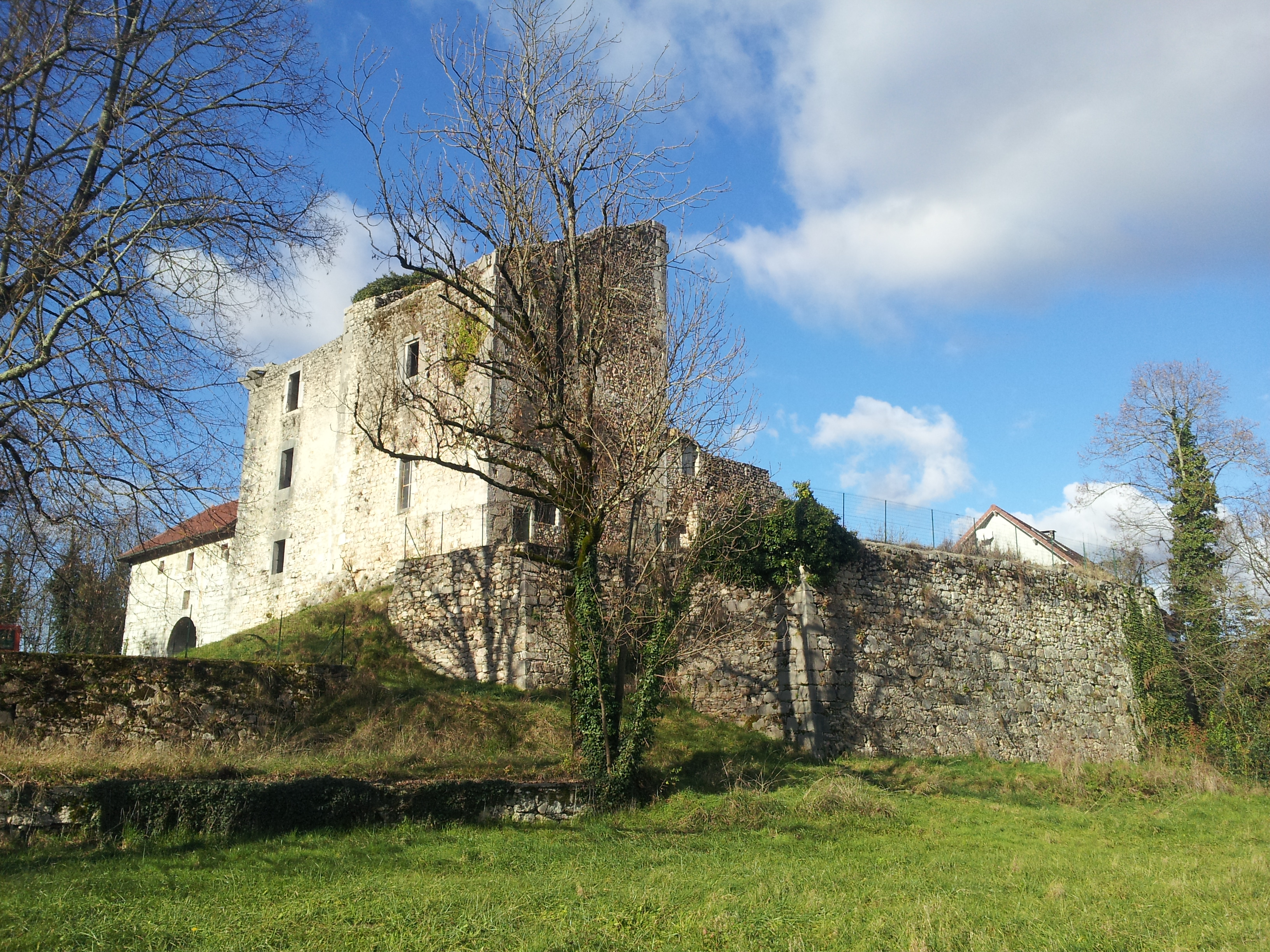
Schloss Rochefort-sur-Séran
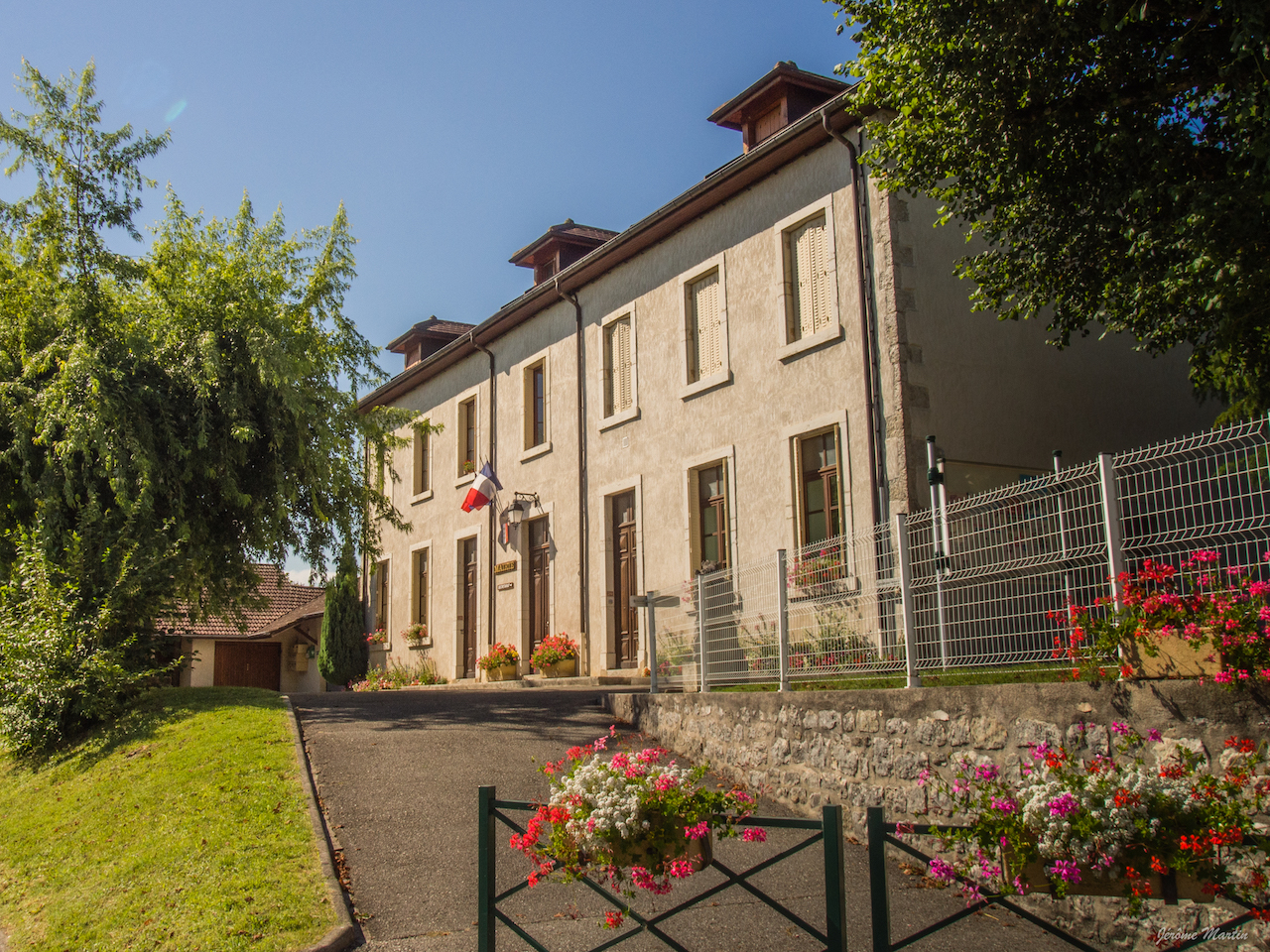
Mairie Cressin-Rochefort

- Kirche Saint-Étienne
- Schloss Rochefort-sur-Séran
- Mairie Cressin-Rochefort

## Weinbau
In Cressin-Rochefort gibt es zugelassene Rebflächen des Vin du Bugey.